# Empis cucullata
Empis cucullata är en tvåvingeart som beskrevs av Collin 1933. Empis cucullata ingår i släktet Empis och familjen dansflugor. Inga underarter finns listade i Catalogue of Life.